# Hard Kaur
Hard Kaur, pseudonimo di Taran Kaur Dhillon (Kanpur, 29 luglio 1979), è una rapper e cantante indiana.

## Biografia
Nata a Kanpur, nel 1991 si è stabilita con la madre a Birmingham, nel Regno Unito. Il suo primo album in studio Supawoman, uscito nel 2007, le ha valso un premio su due nomination ricevute agli UK Asian Music Awards.
Ha successivamente lavorato con la Sony Music Entertainment India per produrre il secondo disco Party Loud All Year: P.L.A.Y, mentre il mixtape The Rising Mixtape, Vol. 1 le ha permesso di conseguire l'MTV Europe Music Award al miglior artista indiano nel 2017.

## Discografia

### Album in studio
- 2007 – Supawoman
- 2012 – Party Loud All Year: P.L.A.Y
- 2019 – The Private Album

### Mixtape
- 2017 – The Rising Mixtape, Vol. 1

### Singoli
- 1997 – Voodoo Hill
- 2002 – Breathe/1984 Changed My Life
- 2013 – We Are like This Only (con Vishal Dadlani e Shekhar Ravjiani)
- 2016 – Aise karte hai party
- 2016 – Sherni
- 2017 – Lehra Tiranga (feat. Bhavin Dhanak)
- 2017 – Jhumka gira re (con MixSingh)
- 2017 – Your Mumma Is Your Buddy
- 2017 – Cool Mom
- 2018 – Aunty Dance Kar
- 2019 – Jaaga All Night (con Rahul Sharma e Zain Khan)
- 2019 – Poison
- 2019 – Slow Motion (con Miss Pooja e Rustum)